# Elevation Tour
Tournées par U2
PopMart Tour
(1997-1998) Vertigo Tour
(2005-2006)
L'Elevation Tour est une tournée mondiale du groupe de rock irlandais U2 en 2001. C'est le spectacle promotionnel de l'album All That You Can't Leave Behind sorti en octobre 2000. Il tire son nom du troisième single de cet album. La tournée a été précédée par trois concerts de promotion du nouveau disque : le 19 octobre 2000 à Paris au ManRay devant 800 personnes, le 5 décembre 2000 à New-York à l'Irving Plaza devant 1000 personnes et le 7 février 2001 à Londres à l'Astoria devant 2 000 personnes dont Mick Jagger, Liam et Noel Gallagher et Salman Rushdie.
L'Elevation Tour a débuté le 24 mars 2001 au National Car Rental Center à Fort Lauderdale en Floride et s'est terminée le 2 décembre 2001 à Miami. Elle succède, en moins grandiloquent, à la tournée PopMart de 1997-1998.
Cette tournée en salle moyenne pour commencer, puis dans les grands stades, a traversé principalement les États-Unis et le Canada, puis l'Europe l'été et une fois encore l'Amérique du Nord dès le 10 octobre 2001, après les attentats du 11 septembre à New York. Au total, 113 concerts à guichets fermés.
L'Elevation Tour bénéficie des dessins originaux de Willie Williams ancien ingénieur lumière du groupe punk Stiff Little Fingers et de Mark Fischer. La scène centrale est constituée d'un cœur qui permet au groupe d'avancer plus facilement vers le public. Dans une grande salle ou un stade, on recrée ainsi l'ambiance d'un club. U2 a interprété ses nouvelles chansons comme Elevation, Beautiful Day ou Walk On. Mais aussi les classiques comme One, New Year's Day ou Pride. La tournée suivante, le Vertigo Tour, verra un retour à plus de gigantisme et se fera uniquement dans les grands stades.

## Présentation de la tournée
L'Elevation Tour est différente des deux précédentes tournées de U2. Pas ici de constructions cathodiques et de Trabant suspendues comme au temps du Zooropa Tour, pas d'olive et de citron géants comme à l'époque du PopMart. Hormis le dispositif scénique, avant-scène promenoir en forme de cœur et quatre écrans géants qui transmettent respectivement la performance de chacun des quatre membres du groupe, l’option est résolument plus dépouillée. Le manager de U2 Paul McGuinness confirme : « Cette tournée se concentre sur le groupe et sa musique, pas sur les gadgets et les effets spéciaux. »

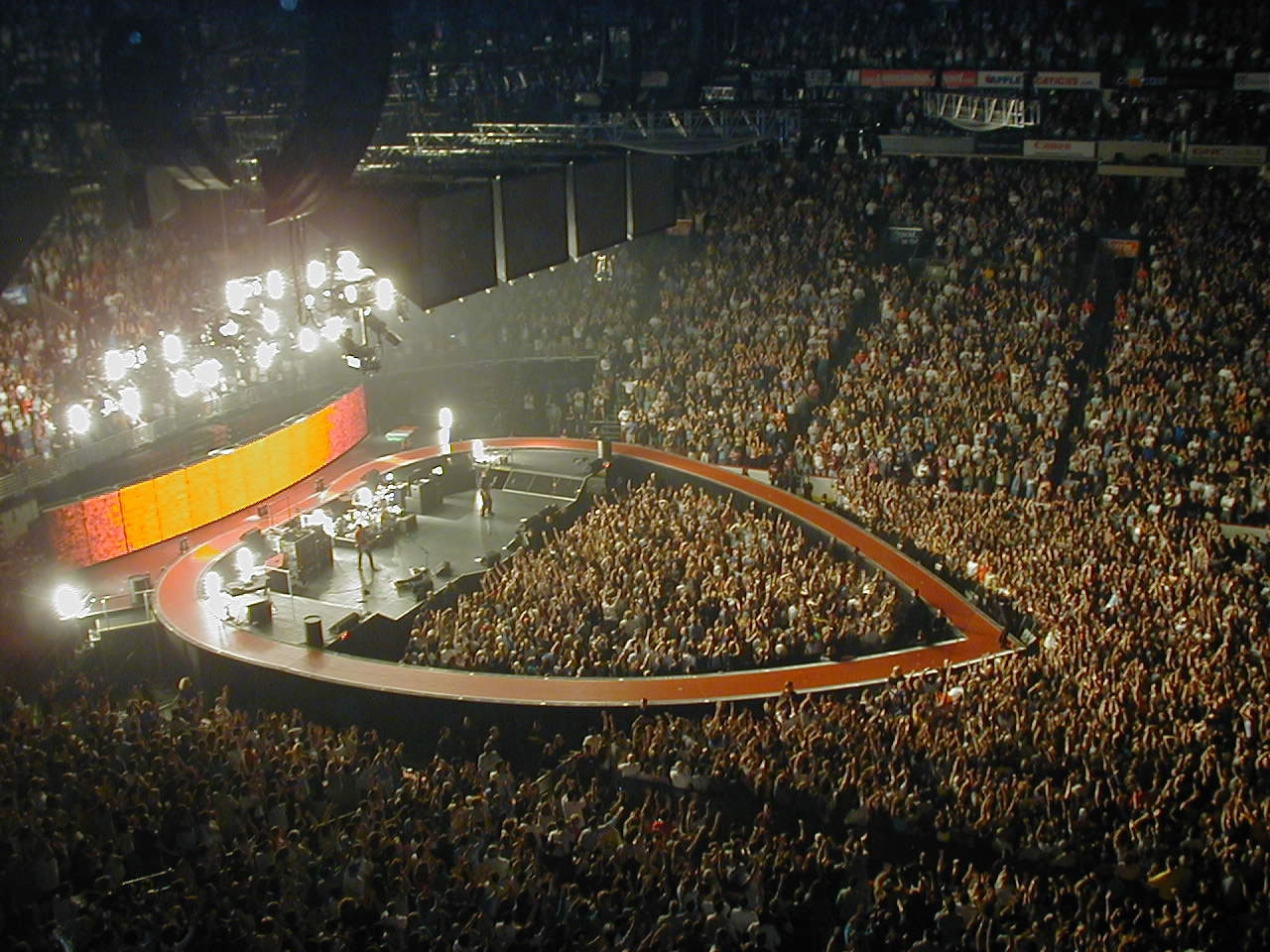
Avant-scène en forme de coeur de lElevation Tour.

Cette tournée de 113 concerts montre U2 dans une forme éblouissante. Elle débute en Floride à Fort Lauderdale le 25 avril 2001 et parcourt les Etats-Unis et le Canada (48 concerts) jusqu'au 22 juin. Le 6 juillet débute à Copenhague la partie européenne du Elevation Tour, qui passe par Paris les 17 et 18 juillet (au POPB de Bercy) avant de s'achever en triomphe en Irlande, le 25 août et le 1er septembre par deux concerts à Slane Castle. Lors de ce dernier show, le groupe et le public ont fêté ensemble la qualification de l'Irlande pour la Coupe du monde de football 2002 en Corée du Sud et au Japon. « Beautiful goal » lance Bono à la fin de Beautiful Day  en référence au but marqué par Jason McAteer pour l'Irlande contre les Pays-Bas (battus 2-0).

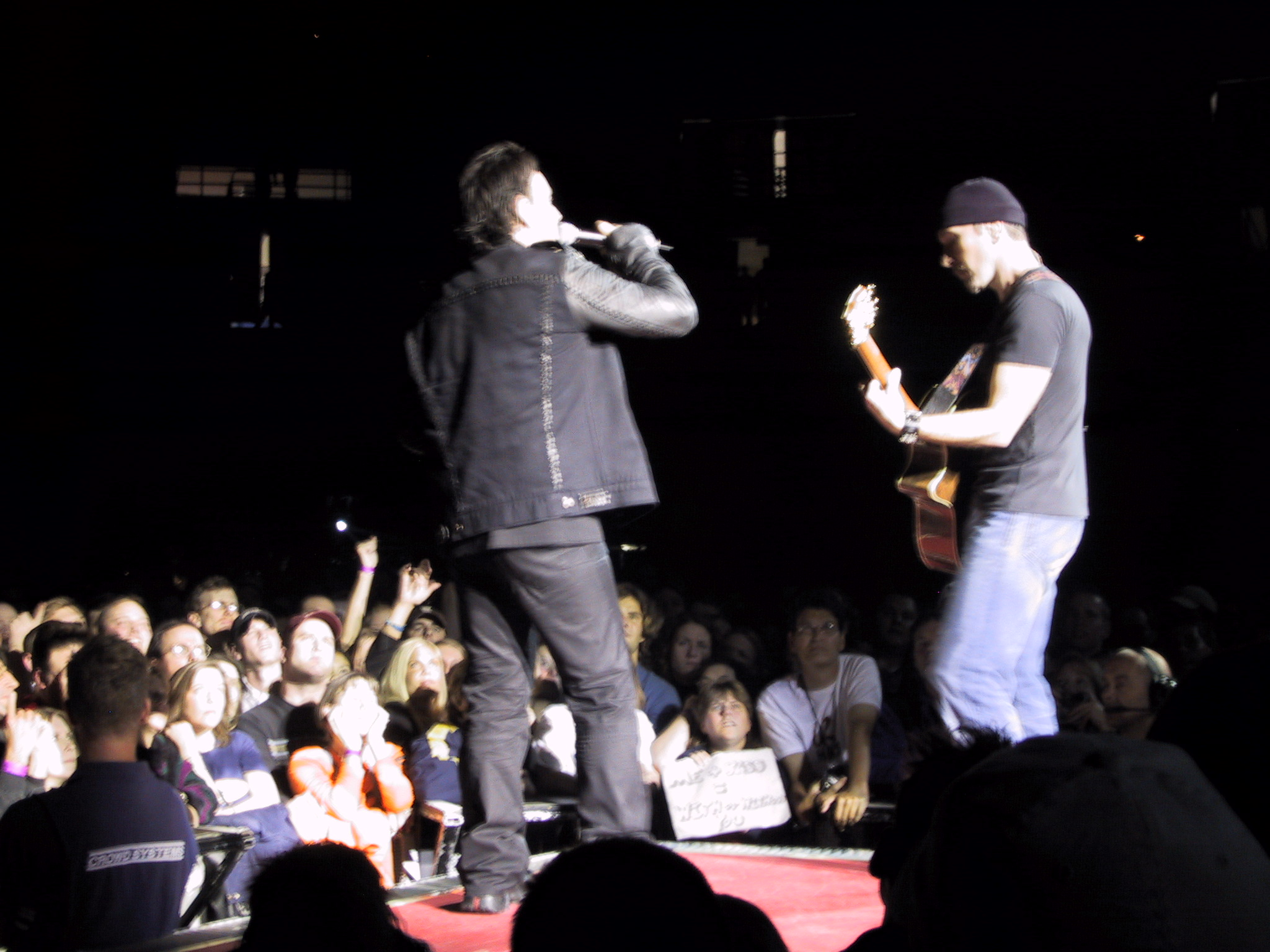
Bono et The Edge lors du concert à Kansas City le 27 novembre 2001.

La troisième partie de la tournée Elevation se déroule en Amérique du Nord du 10 octobre au 2 décembre 2001. Malgré les attentats du 11 septembre à New York, U2 est l'un des seuls groupes à ne pas annuler ses concerts américains. « Nous étions le premier groupe à venir à New York, le premier grand groupe. La plupart ont annulé leurs tournées. Je pense que les Américains ont été vraiment heureux que nous n'en fassions pas autant. Nous avons rendu hommage à tous les gens qui avaient perdu la vie, leurs noms étaient projetés sur nos écrans derrière la scène, pour rappeler qu'ils n'étaient pas que des statistiques, qu'il s'agissait de personnes réelles. Au Madison Square Garden, on avait l'impression que la nation entière était en pleurs. Je n'avais jamais vu un concert de rock où tout le monde pleurait, y compris le groupe. C'était un moment extraordinaire » se souvient Bono.
Durant toute la tournée Elevation, sept chansons de l'album All That You Can't Leave Behind sont souvent interprétées lors des 113 concerts : Beautiful Day, Elevation, Kite, In A Little While, New York, Stuck in a Moment You Can't Get Out Of  et Walk On, auxquelles s'ajoutent les classiques de U2 des années 80 et 90 comme Sunday Bloody Sunday, Where the Streets Have No Name ou One.

## Hommage aux victimes du 11 septembre
La seconde tournée américaine survenant après les attentats du 11 septembre, le public retrouve dans les tubes du groupe un exutoire à ses propres chamboulements émotionnels et U2 s'y montre attentif, donnant autant qu'il reçoit. L'album All That You Can't Leave Behind connaît en même temps une seconde vie dans le pays, les radios le passant en boucle sur les ondes notamment Walk On.
À la fin du concert au Madison Square Garden de New York le 27 octobre 2001, les pompiers sont venus sur scène.

En février 2002, après la fin de la tournée officielle, U2 honorera une dernière fois la mémoire des victimes en interprétant trois titres à la mi-temps du Super Bowl américain : Beautiful Day, MLK où la liste des 3 000 victimes a défilé sur grand écran pour se terminer avec Where the Streets Have No Name.

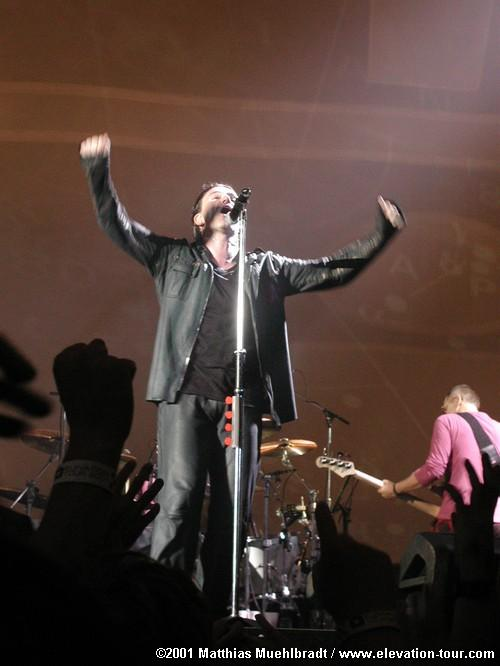
Bono lors du concert à Arnhem (Pays-Bas) le 8 mars 2001.

## Elevation 2001: Live from Boston
C'est un film-concert qui a été tourné les 5, 6 et 9 juin 2001 au Fleet Center de Boston dans le Massachusetts, lors de la première étape américaine de l'Elevation Tour du groupe. La vidéo a été réalisée par Hamish Hamilton et produite par Ned O'Hanlon. Il est sorti sous forme de DVD à deux disques et d'une seule VHS par Island Records et Interscope Records le 20 novembre 2001. 19 titres composent ce concert avec Elevation en ouverture et Walk On en conclusion. Elevation 2001: Live from Boston était la première des deux sorties vidéo de la tournée, la seconde étant U2 Go Home: Live from Slane Castle en 2003. Elevation 2001: Live from Boston a reçu des critiques généralement favorables, comme on peut le constater ci-dessous.

## Liste des titres
1. Elevation
2. Beautiful Day
3. Until the End of the World
4. New Year's Day
5. Kite
6. Gone
7. New York
8. I Will Follow
9. Sunday Bloody Sunday
10. Stuck in a Moment You Can't Get Out Of
11. In A Little While
12. Desire
13. Stay (Faraway, So close)
14. Bad / 40
15. Where the Streets Have No Name
16. Mysterious Ways
17. Pride (In The Name of Love)
18. Bullet the Blue Sky
19. With or Without You
20. One
21. Walk On